# Madagasikara
Melanatria là một chi ốc nước ngọt nhiệt đới với một nắp, là động vật chân bụng sống dưới nước động vật thân mềm trong family Thiaridae.

## Các loài
Các loài trong chi Melanatria gồm có:
- Melanatria fluminea Gmelin
- Melanatria madagascarensis Grateloup

## Hình ảnh

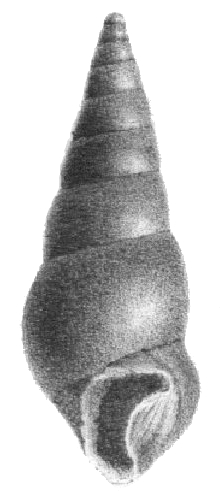